# Musica del Botswana
La musica del Botswana comprende numerosi generi di musica tradizionale (corrispondenti alle diverse etnie del paese, musica religiosa, e alcuni generi di musica pop moderna. L'insegnamento della musica (in particolare delle musiche tradizionali locali) è parte integrante del programma delle scuole di tutti i livelli.

## Musica tradizionale
Il principale gruppo etnico del Botswana è costituito dal popolo Tswana. La musica tswana è principalmente vocale; la strumentazione tipica include diversi strumenti a corde, che svolgono anche funzione ritmica e suppliscono alla totale assenza di tamburi, caratteristica piuttosto insolita nel panorama africano. I principali strumenti tradizionali sono il setinkane, il segankure e il segaba. Fra i generi musicali tradizionali del Botswana si possono citare lo huru, lo tsutsube, il phathisi, il borankana, il mokomoto, il selete, lo ndazola, il setapa e il chesa. Alcuni musicisti folk celebri per il loro virtuosismo vocale o nell'uso degli strumenti a corde sono Speech Madimabe, Ratsie Setlhako, Stampore, Kwataeshele, Jonny Kobedi e Stikasola.

## Musica pop
La musica pop di successo in Botswana viene in gran parte dall'estero (soprattutto dal Sudafrica, dagli Stati Uniti e dall'Europa). Tuttavia, negli ultimi decenni sono emersi un certo numero di musicisti botswaniani. Gran parte della musica leggera locale viene indicata localmente con il termine "jazz", che in Botswana (come in altri luoghi dell'Africa) indica la musica popolare e non il jazz nel senso proprio del termine.

### Generi musicali pop
Gli artisti botswaniani possono essere classificati facendo riferimento a un ristretto numero di generi musicali. Il gumba-gumba (da "gumba", una parola dello slang locale per "festa") è una trasposizione in chiave moderna della musica tradizionale zulu e tswana, unita a elementi jazz. Lo hip hop botswaniano è in genere basato sulla contaminazione fra l'hip hop e altri generi musicali, quali il ragga e il rhythm'n'blues; fra gli artisti principali del genere si possono citare i gruppi musicali The Wizards e Cashless Society Crew. Il kwasa kwasa è una versione africanizzata della rumba, con un ritmo dinamico che tende ad accelerare intorno a metà del brano; questo genere ha un grande seguito, e conta numerosi artisti di successo come Franco Lesokwane, Jeff Matheatau e Alfredo Mos. L'artista Vee, wa ga Mampela è diventato celebre con una variante del kwasa kwasa in cui compaiono elementi di musica kwaito.
In ambito metal vanno citati i Wrust, che propongono un thrash death molto tradizionale. Sono diventati relativamente famosi fuori dalla propria patria e hanno suonato anche in alcuni festival europei, Italia compresa.